# Кэ Чжэнвэнь
Кэ Чжэвэнь (кит. упр. 柯 正文; род. 29 сентября 1996, Сингапур) — сингапурский пловец, участник трёх летних Олимпийских игр, двукратный призёр летних Азиатских игр 2018 года, 32-кратный чемпион Игр Юго-Восточной Азии.

## Спортивная биография
Своих первых значимых успехов Кэ Чжэвэнь добился в 2011 году на Играх Юго-Восточной Азии в индонезийском Палембанге. 15-летний пловец стал обладателем сразу трёх медалей разного достоинства.
На летние Олимпийские игры 2012 года в Лондоне Кэ Чжэньвэнь смог отобраться сразу в двух дисциплинах, выполнив норматив олимпийского отборочного времени. На 200-метровке на спине Кэ Чжэвэнь ничего не смог противопоставить своим конкурентам, заняв по итогам предварительного раунда последнее 35-е место. На 400-метровой дистанции комплексным плаванием Кэ выступил более успешно. Несмотря на то, что в своём заплыве сингапурский пловец приплыл к финишу последним, по итогам всего предварительного этапа он занял 33-е место из 37 возможных. При этом оба раза сингапурский спортсмен становился самым молодым участником, среди вышедших на старт. В декабре 2012 года Кэ Чжэвэнь принял участие в чемпионате мира на короткой воде в Стамбуле. На первенстве сингапурский пловец выступил в четырёх личных и двух эстафетных заплывах. Во всех личных стартах Кэ занимал места в четвёртом десятке, при этом на его счету значилось сразу три новых национальных рекорда.
В 2013 году Кэ стал одним из главных героев вторых юношеских Азиатских игр. Трижды по ходу Игр сингапурский пловец становился чемпионом, ещё дважды он занимал второе место и один раз третье. На Играх Юго-Восточной Азии 2013 года Кэ стал обладателем шести наград разного достоинства, из которых три были золотыми. На Играх Содружества 2014 года Чжэвэнь трижды был близок к попаданию в финал индивидуальных соревнований, но лучшим результатом для него стало 9-е место, завоёванное в полуфинале 50-метровки в плавании на спине. Игры Юго-Восточной Азии 2015 года в Сингапуре прошли при полном превосходстве двух местных спортсменов Кэ Чжэвэня и Джозефа Скулинга. По итогам соревнований на счету Скулинга сразу шесть золотых медалей в личных дисциплинах, а Кэ стал обладателем четырёх наград высшего достоинства, выиграв всё золото в плавании на спине и прибавив к этому победу на 400-метровке комплексным плаванием. Также на счету сингапурских пловцов победы во всех трёх эстафетных гонках.
На чемпионате мира в Казани Кэ Чжэвэнь принял участие в четырёх индивидуальных гонках. Трижды сингапурскому пловцу совсем немного не хватало для попадания в полуфинал соревнований. Наиболее близок к этому сингапурец был на 50-метровке на спине, где он всего 0,15 с. уступил двум спортсменам, поделившим 16-е место. Также во время различных международных соревнований Кэ выполнил олимпийский квалификационный норматив для участия в летних Олимпийских играх 2016 года в Рио-де-Жанейро сразу на трёх дистанциях

## Рекорды
50-метровый бассейн
- Рекорд Игр Юго-Восточной Азии в плавании на спине (50 метров) — 25,27 с (8 июня 2015,  Сингапур).
- Рекорд Игр Юго-Восточной Азии в плавании на спине (100 метров) — 54,51 с (6 июня 2015,  Сингапур).
- Рекорд Игр Юго-Восточной Азии в плавании на спине (200 метров) — 2:00,55 с (8 июня 2015,  Сингапур).
- Рекорд Игр Юго-Восточной Азии в эстафете 4×100 метров вольным стилем — 3:19,59 с (9 июня 2015,  Сингапур).
- Рекорд Игр Юго-Восточной Азии в эстафете 4×200 метров вольным стилем — 7:18,14 с (7 июня 2015,  Сингапур).
- Рекорд Игр Юго-Восточной Азии в комбинированной эстафете 4×100 метров — 3:38,25 с (11 июня 2015,  Сингапур).
- Рекорд Сингапура в плавании на спине (50 метров) — 25,13 с (12 августа 2015,  Москва).
- Рекорд Сингапура в плавании на спине (100 метров) — 54,03 с (11 августа 2015,  Москва).
- Рекорд Сингапура в плавании на спине (200 метров) — 2:00,55 с (8 июня 2015,  Сингапур).
- Рекорд Сингапура в комплексном плавании (400 метров) — 4:21,70 с (16 марта 2012,  Сингапур).
- Рекорд Сингапура в эстафете 4×100 метров вольным стилем — 3:19,59 с (9 июня 2015,  Сингапур).
- Рекорд Сингапура в эстафете 4×200 метров вольным стилем — 7:18,14 с (7 июня 2015,  Сингапур).
- Рекорд Сингапура в комбинированной эстафете 4×100 метров — 3:38,25 с (11 июня 2015,  Сингапур).

25-метровый бассейн
- Рекорд Сингапура в плавании вольным стилем (200 метров) — 1:46,08 с (6 ноября 2013,  Сингапур).
- Рекорд Сингапура в плавании на спине (100 метров) — 54,70 с (12 декабря 2012,  Стамбул).
- Рекорд Сингапура в плавании на спине (200 метров) — 1:58,22 с (6 ноября 2013,  Сингапур).
- Рекорд Сингапура в комплексном плавании (100 метров) — 55,21 с (5 ноября 2013,  Сингапур).
- Рекорд Сингапура в комплексном плавании (200 метров) — 2:02,43 с (14 декабря 2012,  Стамбул).
- Рекорд Сингапура в эстафете 4×200 метров вольным стилем — 7:23,50 с (13 декабря 2012,  Стамбул).
- Рекорд Сингапура в комбинированной эстафете 4×100 метров — 3:40,56 с (16 декабря 2012,  Стамбул).

## Личная жизнь
- Старшая сестра — Кэ Динвэнь — участница летних Олимпийских игр 2008 года в плавании.